# Großer Höllkogel
Der Große Höllkogel ist mit einer Höhe von 1862 m ü. A. der höchste Gipfel des Höllengebirges. Er befindet sich im Gemeindegebiet von Ebensee am Traunsee und Bad Ischl. Er ist durch seine günstige Lage in der Nähe der Rieder Hütte und wegen seiner schönen Aussicht über das Salzkammergut, das Tote Gebirge, das Dachsteingebirge bis in die Berchtesgadener Alpen ein beliebter Wander- und Skiberg. Am Gipfel befindet sich ein Gipfelkreuz mit Gipfelbuch.

## Anstiege
- Weg 820: Vom Feuerkogel zur Rieder Hütte und über den Weg 833 zum Gipfel
- Weg 830 / 831 / 833: Vom Ebenseer Ortsteil Langwies über die Vordere Spitzalm